# Cerro Colorado (Sonora)
Cerro Colorado o también nombrado sólo como El Colorado, es un pueblo del municipio de Álamos ubicado en el sureste del estado mexicano de Sonora, cercano a los límites divisorios con los estados de Chihuahua y Sinaloa. Según los datos del Censo de Población y Vivienda realizado en 2020 por el Instituto Nacional de Estadística y Geografía (INEGI), Cerro Colorado (El Colorado) tiene un total de 171 habitantes.